# James Kirkpatrick Kerr
James Kirpatrick Kerr (1er août 1841 – 4 décembre 1916) est un homme politique canadien qui fut président du Sénat.